# Représentation de la signalisation routière en Suisse et au Liechtenstein

## Représentation des signaux et des marques

### 1.xx Signaux de danger

Signaux de danger
1.01 Virage à droite
1.02 Virage à gauche
1.03 Double virage, le premier à droite
1.04 Double virage, le premier à gauche
1.05 Chaussée glissante
1.06 Cassis
1.07 Chaussée rétrécie
1.08 Chaussée rétrécie à droite
1.09 Chaussée rétrécie à gauche
1.10 Descente dangereuse
1.11 Forte montée
1.12 Gravillon
1.13 Chutes de pierres
1.13 Chutes de pierres (Variante)
1.14 Travaux
1.15 Barrières
1.16 Passage à niveau sans barrières
1.18 Tramway ou chemin de fer routier
1.22 Passage pour piétons
1.23 Enfants
1.24 Passage de gibier
1.25 Animaux
1.25a Animaux (variante)
1.26 Circulation en sens inverse
1.27 Signaux lumineux
1.30 Autres dangers
1.31 Bouchon
1.32 Cyclistes

### 2.xx Signaux de prescription

Signaux de prescription
2.01 Interdiction générale de circuler dans les deux sens
2.02 Accès interdit
2.03 Circulation interdite aux voitures automobiles
2.04 Circulation interdite aux motocycles
2.05 Circulation interdite aux cycles et cyclomoteurs
2.06 Circulation interdite aux cyclomoteurs
2.07 Circulation interdite aux camions
2.08 Circulation interdite aux autocars
2.09 Circulation interdite aux remorques
2.09.1 Circulation interdite aux remorques autres que les semi-remorques et les remorques à essieu central
2.10.1 Circulation interdite aux véhicules transportant des marchandises dangereuses
2.11 Circulation interdite aux véhicules dont le chargement peut altérer les eaux
2.12 Circulation interdite aux animaux
2.13 Circulation interdite aux voitures automobiles et aux motocycles
2.14 Circulation interdite aux voitures automobiles, aux motocycles et cyclomoteurs
2.15 Accès interdit aux piétons
2.15.1 Interdiction de skier
2.15.2 Interdiction de luger
2.15.3 Circulation interdite aux engins assimilés à des véhicules
2.16 Poids maximal
2.17 Charge par essieu
2.18 Largeur maximale
2.19 Hauteur maximale
2.20 Longueur maximale
2.30 Vitesse maximale
2.30.1 Vitesse maximale 50, Limite générale
2.31 Vitesse minimale
2.32 Sens obligatoire à droite
2.33 Sens obligatoire à gauche
2.34 Obstacle à contourner par la droite
2.35 Obstacle à contourner par la gauche
2.36 Circuler tout droit
2.37 Obliquer à droite
2.38 Obliquer à gauche
2.39 Obliquer à droite ou à gauche
2.40 Circuler tout droit ou obliquer à droite
2.41 Circuler tout droit ou obliquer à gauche
2.41.1 Carrefour à sens giratoire
2.41.2 Sens obligatoire pour les véhicules transportant des marchandises dangereuses
2.42 Interdiction d'obliquer à droite
2.43 Interdiction d’obliquer à gauche
2.44 Interdiction de dépasser
2.45 Interdiction aux camions de dépasser
2.46 Interdiction de faire demi-tour
2.47 Distance minimale
2.48 Chaînes à neige obligatoires
2.49 Interdiction de s’arrêter
2.50 Interdiction de parquer
2.51 Arrêt à proximité d’un poste de douane
2.52 Police
2.53 Fin de la vitesse maximale
2.53.1 Fin de la vitesse maximale 50, Limite générale
2.54 Fin de la vitesse minimale
2.55 Fin de l’interdiction de dépasser
2.56 Fin de l’interdiction aux camions de dépasser
2.56.1 Fin de l’interdiction partielle de circuler
2.57 Fin de l’obligation d’utiliser des chaînes à neige
2.58 Libre circulation
2.59.1 Signal de zone
2.59.1 Signal de zone (variante, uniquement en Suisse)
2.59.1 Signal de zone (variante, uniquement en Suisse)
2.59.2 Signal de fin de zone
2.59.2 Signal de fin de zone
2.59.2 Signal de fin de zone
2.59.3 Zone piétonne
2.59.4 Fin de la zone piétonne
2.59.5 Zone de rencontre
2.59.6 Fin de la zone de rencontre
2.60 Piste cyclable
2.60.1 Fin de la piste cyclable
2.61 Chemin pour piétons
2.62 Allée d’équitation
2.63 Piste cyclable et chemin pour piétons, avec partage de l’aire de circulation
2.63.1 Piste cyclable et chemin pour piétons sans partage de l’aire de circulation
2.64 Chaussée réservée aux bus
2.65 Système de signaux lumineux pour la fermeture temporaire des voies de circulation

#### Signaux de prescriptions dans d'autres langues nationales (Suisse)
La Suisse étant un pays multilingues (Allemand, Français, Italien, Romanche), il y a des panneaux dans d'autres langues également.

Signaux de prescription dans d'autres langues nationales
2.30.1 Vitesse maximale 50, limite générale (a)
2.30.1 Vitesse maximale 50, limite générale (i)
2.30.1 Vitesse maximale 50, limite générale (r)
2.53.1 (a) Fin de la vitesse maximale 50, Limite générale
2.53.1 (i) Fin de la vitesse maximale 50, Limite générale
2.53.1 (r) Fin de la vitesse maximale 50, Limite générale
2.51 Arrêt à proximité d'un poste de douane
2.52 Police
2.59.1 (i/r) Signal de zone
2.59.1 (i/r) Signal de zone (Variante)
2.59.1 (i/r) Signal de zone (Variante)
2.59.2 (i/r) Signal de fin de zone
2.59.2 (i/r) Signal de fin de zone (Variante)
2.59.2 (i/r) Signal de fin de zone (Variante)
2.59.3 (i/r) Zone piétonne
2.59.4 (i/r) Fin de la zone piétonne
2.59.5 (i/r) Zone de rencontre
2.59.6 (i/r) Fin de la zone de rencontre

### 3.xx Signaux de priorité

Signaux de priorité
3.01 Stop
3.02 Cédez le passage
3.03 Route principale
3.04 Fin de la route principale
3.05 Intersection avec une route sans priorité
3.06 Intersection comportant la priorité de droite
3.09 Laissez passer les véhicules en sens inverse
3.10 Priorité par rapport aux véhicules venant en sens inverse
3.20 Signal à feux clignotant alternativement (Suisse)
3.21 Signal à feu clignotant simple (Suisse)
3.22 Croix de St-André simple
3.24 Croix de St-André simple
3.26 Feu aux passages à niveau (signal autrichien utilisé au Liechtenstein)

### 4.xx Signaux d'indication

Signaux d'indication
4.01 Autoroute
4.02 Fin de l'autoroute
4.03 Semi-autoroute
4.04 Fin de la semi-autoroute
4.05 Route postale de montagne
4.06 Fin de la route postale de montagne
4.07 Tunnel
4.08 Sens unique
4.08.1 Sens unique avec circulation de cyclistes en sens inverse
4.09 Impasse
4.09.1 Impasse avec exception(s)
4.10 Zone de protection des eaux
4.11 Emplacement d'un passage pour piétons
4.11 Emplacement d'un passage pour piétons (Variante)
4.12 Passage souterrain pour piétons
4.13 Passerelle pour piétons
4.14 Hôpital
4.15 Place d'évitement
4.16 Place d'arrêt pour véhicules en panne (Suisse uniquement)
4.17 Parcage autorisé
4.18 Parcage avec disque de stationnement
4.20 Parcage contre paiement
4.21 Parking couvert
4.22 Distance et direction d'un parking
4.23 Indicateur de direction avancé pour des genres de véhicules déterminés
4.24 Voie de détresse
4.25 Parking avec accès aux transports publics
4.25  Parking couvert avec accès aux transports publics (Variante)
4.25 Parking avec accès aux trains (Variante)
... au tramway (Variante)
... aux bus (Variante)
4.27 Début de localité sur route principale (Suisse)
4.28 Fin de localité sur route principale (Suisse)
4.29 Début de localité sur route secondaire (Suisse)
4.30 Fin de localité sur route secondaire (Suisse)
4.27 Début de localité sur route principale (Liechtenstein)
4.28 Fin de localité sur route principale (Liechtenstein)
4.29 Début de localité sur route secondaire (Liechtenstein)
4.30 Fin de localité sur route secondaire (Liechtenstein)
4.31 Indicateur de direction pour autoroutes et semi-autoroutes
4.32 Indicateur de direction pour routes principales
4.33 Indicateur de direction pour routes secondaires
4.34 Indicateur de direction pour déviation
4.34.1 Indicateur de direction pour déviation sans mention du lieu de destination
4.35 Indicateur de direction en forme de tableau
4.36 Indicateur de direction avancé sur route principale
4.37 Indicateur de direction avancé sur route secondaire
4.38 Indicateur de direction avancé avec répartition des voies sur route principale
4.39 Indicateur de direction avancé avec répartition des voies sur route secondaire
4.40 Indicateur de direction avancé annonçant des restrictions
4.41 Panneau de présélection au-dessus d'une voie de circulation sur route principale
4.42 Panneau de présélection au-dessus d'une voie de circulation sur route secondaire
4.45  Indicateur de direction pour des genres de véhicules déterminés
4.46 Indicateur de direction «Place de stationnement
4.46.1 Indicateur de direction «Parking avec accès aux transports publics»
4.47 Indicateur de direction «Place de camping»
4.48 Indicateur de direction «Terrain pour caravanes»
4.49 Indicateur de direction «Entreprise»
4.50.1 Indicateur de direction «Itinéraire recommandé aux cyclistes»
4.50.3 Indicateur de direction «Itinéraire pour vélos tout terrain»
4.50.4 Indicateur de direction «Itinéraire pour engins assimilés à des véhicules»
4.50.5 Indicateur de direction en forme de tableau destiné à un seul cercle d'usagers
4.50.6 Indicateur de direction en forme de tableau destiné à plusieurs cercles d'usagers
4.51.1 Indicateur de direction sans destination
4.51.2 Indicateur de direction avancé sans destination
4.51.3 Plaque de confirmation
4.51.4 Plaque indiquant la fin d'un itinéraire
4.52 Guidage du trafic
4.53 Indicateur de direction avancé annonçant une déviation
4.54 Indicateur de direction avancé pour carrefour à sens giratoire
4.55 Route latérale comportant un danger ou une restriction
4.56 Plaque numérotée pour routes européennes
4.57 Plaque numérotée pour routes principales
4.58 Plaque numérotée pour autoroutes et semi- autoroutes
4.59 Plaque numérotée pour jonctions
4.59.1 Plaque numérotée pour ramifications
4.60 Panneau annonçant la prochaine jonction
4.61 Indicateur de direction avancé, destiné aux jonctions
4.62 Indicateur de direction avancé destiné aux jonctions
4.63 Panneau indicateur de sortie (allemand)
4.63 Panneau indicateur de sortie (français)
4.63 Panneau indicateur de sortie (italien)
4.64 Panneau de bifurcation
4.65 Panneau des distances en kilomètres
4.66 Panneau de ramification
4.67 Premier indicateur de direction avancé, destiné aux ramifications
4.68 Deuxième indicateur de direction avancé, destiné aux ramifications
4.69 Panneau de présélection au- dessus d'une voie de circulation sur autoroute et semi-autoroute
4.70 Plaque indiquant un téléphone de secours
4.71 Panneau indiquant un centre de police (allemand)
4.71 Panneau indiquant un centre de police (français)
4.71 Panneau indiquant un centre de police (italien)
4.72 Plaque indiquant le nombre de kilomètres
4.73 Plaque indiquant le nombre d'hectomètres
4.75 Etat de la route
4.76 Préavis sur l'état de la route
4.77 Disposition des voies de circulation
4.77.1 Disposition des voies de circulation annonçant des restrictions
4.77.2 Ouverture de la bande d’arrêt d’urgence
4.79 Place de camping
4.80 Terrain pour caravanes
4.81 Téléphone
4.82 Premiers secours
4.83 Poste de dépannage
4.84 Poste d'essence
4.85 Hôtel-Môtel
4.86 Restaurant
4.87 Rafraîchissement
4.88 Poste d'information
4.89 Auberge de jeunesse
4.90 Bulletin routier radiophonique
4.91 Service religieux
4.92 Extincteur
4.93 Information sur les limitations générales de vitesse
4.94 Direction et distance vers l'issue de secours la plus proche
4.95 Issue de secours

### 5.xx Indications complétant les signaux

Indications complétant les signaux
5.01 Plaque de distance
5.02 Plaque indiquant la distance et la direction
5.03 Longueur du tronçon
5.04 Plaque de rappel
5.05 Plaque indiquant le début d'une prescription
5.06  Plaque indiquant la fin d'une prescription
5.07 Plaque de direction
5.09 Direction de la route principale
5.10 Dérogation à l'interdiction de s'arrêter
5.11 Dérogation à l'inter- diction de parquer
5.12 Feux clignotants
5.13 Chaussée verglacée
5.14 Handicapés
5.15 Largeur de la chaussée
5.16 Bruit de tirs (Suisse uniquement)
5.17 Poste d'essence suivant (Suisse uniquement)
5.18 Autorisation pour les cycles de franchir le feu rouge pour tourner à droite
5.20 Voiture automobile légère
5.21 Voitures automobiles lourdes
5.22 Camion
5.23 Camion avec remorque
5.24 Véhicule articulé
5.25 Autocar
5.26 Remorque
5.27 Caravane
5.28 Voiture d'habitation
5.29 Motocycle
5.30 Cyclomoteur
5.31 Cycle
5.32 Vélo tout-terrain
5.33 Pousser le cycle
5.34 Piéton
5.35 Tramway ou chemin de fer routier
5.36 Tracteur
5.37 Char
5.38 Dameuse de pistes
5.39 Ski de fond
5.40 Skier
5.41 Luge
5.42 Station de recharge
5.43 Covoiturage
5.50 Avion/Aérodrome
5.51 Quai de chargement pour le transport sur rail
5.52 Quai de chargement pour le transport sur un bac
5.53 Zone industrielle et artisanale
5.54 Passage en douane avec dédouanement à vue
5.56 Hôpital avec service d'urgence
5.57 Téléphone de secours
5.58 Extincteur

### 6.xx Marques et dispositifs de balisage

Marques et dispositifs de balisage
6.01 Lignes de sécurité
6.02 Double ligne de sécurité & 6.03 Ligne de direction
6.04 Ligne double
6.05 Ligne d'avertissement
6.06 Flèches de présélection
6.07 Flèches de rabattement
6.08 Voie réservée aux bus
6.09 Bande cyclable
6.10 Ligne d'arrêt & 6.12 Ligne longitudinale continue & 6.11 Stop
6.13 Ligne d'attente & 6.12 Ligne longitudinale continue & 6.14 Présignalisation de la ligne d'attente
6.15 Ligne de bordure & 6.16 Ligne de guidage
6.16.1 Ligne de guidage prolongeant une ligne d'attente
6.16.2 Ligne de guidage sur route principale changeant de direction
6.16.3 Ligne de guidage sur route principale changeant de direction
6.17 Passage pour piétons & 6.18 Ligne interdisant l'arrêt
6.19 Bande longitudinale pour piétons
6.20 Surfaces interdites au trafic
6.21 Ligne en zigzag
6.22 Ligne interdisant le parcage
6.23 Case interdite au parcage
6.25 Ligne interdisant l'arrêt
6.26 Sas pour cyclistes
6.30 Délinéateur de droite
6.31 Délinéateur de gauche

## Signaux supprimés

### Signaux de danger

112 Tunnel
1.17 Balises de distance d'un passage à niveau
1.28 Avions
1.29 Vent latéral

### Signaux de prescription

2.10 Circulation interdite aux véhicules transportant des marchandises explosives
236b Voie réservée aux bus
236b Voie réservée aux bus

### Signaux de priorité

3.01 Stop (1979-2003)
3.011 Stop (1979-1995)
3.07 Entrée par la droite
3.08 Entrée par la gauche
309 Intersection sans priorité
3.11 Zone résidentielle
3.12 Fin de zone résidentielle
3.23 Croix de St-André double
3.25 Croix de St-André double

### Signaux d'indication

317 Voie pour véhicules lents
4.19 Fin du parcage avec disque de stationnement
4.78 Piste cyclable conseillée